# غار دره اشکفت ۲
غار دره اشکفت ۲ مربوط به دوره ساسانیان - سده‌های اولیه دوران‌های تاریخی پس از اسلام است و در شهرستان کرمانشاه، بخش مرکزی، دهستان میان‌دربند، ۱ کیلومتری شمال غرب روستای چغاماران واقع شده و این اثر در تاریخ ۱۵ دی ۱۳۸۷ با شمارهٔ ثبت ۲۴۱۲۱ به‌عنوان یکی از آثار ملی ایران به ثبت رسیده است.